# Collana tentatrice
Collana tentatrice è un film muto italiano del 1910 diretto da Luigi Romano Borgnetto.